# Mentalistische taalkunde
De mentalistische taalkunde is een niet duidelijk omschreven opvatting binnen de verschillende benaderingen van taal, volgens welke men taal dient te bestuderen met behulp van introspectie, in plaats van zich op de concrete communicatie te richten. (Vergelijk Mentaal lexicon.)
Het mentalisme in de linguïstiek is nauw verbonden met Noam Chomsky, die in zijn Skinner Review fulmineerde tegen de invloed van het behaviorisme binnen de taalkunde: de binaire analyse van taal als een stimulus-responssequens voldeed volgens Chomsky niet aan de essentiële vraag van de taalkunde, met name hoe het systeem in elkaar zit en hoe taal, als een van de menselijke faculteiten, functioneert. Hij borduurde hiermee voort op het (eveneens binaire) distributionalisme, een structurele methode om talige patronen bloot te leggen, alsmede op het transformatiemodel van Harris. Anders dan de traditionele structuralisten geloofde Chomsky echter niet in de representativiteit van corpora, daar deze niet alle mogelijk te genereren uitingen bevatten. Zo introduceerde hij een vorm van cartesianisme in de linguïstiek en de studie van de taalontwikkeling, dat zich bezint op de theoretische syntactische mogelijkheden die de taal biedt, onafhankelijk van hoe ze in de reële communicatie voorkomt. Dit cartesianisme is een soort mathematisch-mentale opvatting van taal gebleken.
Men dient mentalisme in de taalkunde geenszins met cognitivisme te verwarren: mentalistische taalkunde is een nadrukkelijk formeel soort benadering, die de voor het cognitivisme essentiële intersubjectiviteit inruilt tegen een universeel toepasbaar, sluitend systeem. Hoewel de cognitieve aannemelijkheid hiermee in principe niet strijdig hoeft te zijn, krijgt de strikte logica van de taal in het mentalisme steeds voorrang op het intuïtieve criterium.
Naargelang van hun mathematisch-introspectieve inslag zijn taalkundige modellen meer of minder mentalistisch.

## Opmerkingen
1. Deze behavioristische invalshoek werd ondersteund door de analyse van Ferdinand de Saussure: talige communicatie is niets anders dan een stimulus die uitgaat van een spreker, ontvangen wordt door een ontvanger en van hem/haar een respons uitlokt: het is, met andere woorden, een mechanistische visie op taal.
2. André Martinets (een functionalist en dus antimentalistisch) voornaamste kritiek op distributionele taalkunde (zie ook aldaar) bestond erin, dat zij taal steeds als een vergelijking tussen twee elementen bestudeerde; regels werden door oppositie achterhaald. Op die manier schijnt het distributionalisme (op formeel talig niveau) eenzelfde vereenvoudiging in haar benadering van taal te hanteren als het behaviourisme (in de sociaal-communicatieve sfeer).
3. Dat een voorloper van de Chomskyaanse generatieve taalkunde (TGG) was — de vraag stelt zich of het concept van de transformatie, zoals in de taalkunde gehanteerd, niet symptomatisch voor mentalistische taalkunde is: transformaties veronderstellen immers een moeilijk pragmatisch aantoonbaar proces, en de moeilijkheid aan te tonen dat in de geest van een spreker daadwerkelijk transformaties plaatsgrijpen, leidt tot het afweren van dit concept in niet-mentalistisch geïnspireerde modellen. Onder een talig patroon begrijpe men: om het even welk patroon in een taal. Dit kan over afhankelijkheidsrelaties, modificaties en proposities in het algemeen gaan: de grondgedachte achter de transformationalistische opvatting is dat er een universele groep grammaticale patronen bestaat, die binnen één welbepaalde taal anders gerealiseerd wordt dan binnen een andere; de mechanismen aan wier hand deze universele structuren als grammaticale (toelaatbare) structuren aan de oppervlakte komen, zijn de transformaties van de desbetreffende taal.
4. Zie corpuslinguïstiek.
5. Een van Chomsky's boeken is dan ook Cartesian Linguistics: vanuit een fundamenteel ongeloof aan de mogelijkheid om het hele grammaticale potentieel van een taal in het daadwerkelijke gebruik van die taal aan te treffen, keert de mentalistische taalkunde zich van corpusonderzoek af, en richt zich op een introspectief overpeinzen van hoe de regels van taal überhaupt in elkaar kunnen zitten; of een structuur al dan niet in de werkelijkheid voorkomt, doet dientengevolge vrijwel nooit ter zake. Hierin verschilt een mentalistische benadering radicaal van een pragmatische.
6. En zo komt het eveneens, dat vele mentalistisch georiënteerde analyses contra-intuïtief zijn: zo wordt bijvoorbeeld op een semantisch niveau niet zelden vermoorden ontleed als veroorzaken niet levend te zijn. Vanuit een logisch perspectief is dit vanzelfsprekend eerder aanvaardbaar dan vanuit cognitieve overwegingen.[bron?]